# Нестримний (фільм)
«Нестримний» (англ. Bullet to the Head, дослівно укр. Куля у голову) — американський кримінальний бойовик режисера Волтера Гілла, що вийшов 2012 року. Стрічка створена на основі мальованих історій «Du plomb dans la tête» Алексіса Нолена
Сценаристом був Алессандро Кемон, продюсерами — Альфред Гоф, Александра Мілчан, Майлз Міллар та інші. Вперше фільм продемонстрували 14 листопада 2012 року в Італії на Римському міжнародному кінофестивалі.
В Україні прем'єра фільму відбулась 7 лютого 2013 року.

## Сюжет
| Що спільного у поліцейського із Нью-Йорка з найманим вбивцею з Нового Орлеана? Перебуваючи по різні боки закону, вони об'єднуються, щоб помститися своєму ворогові за вбивство напарників. Безстрашні герої не знають перешкод і вб'ють кожного, хто встане на їхньому шляху до помсти. |

## У ролях
| Актор                    | Персонаж                                                      | Роль                                     |
| ------------------------ | ------------------------------------------------------------- | ---------------------------------------- |
| Сільвестер Сталлоне      | Джеймс «Джімі Бобо» Бономо (англ. James "Jimmy Bobo" Bonomo)  | найманий вбивця                          |
| Санґ Канґ                | Тейлор Вон (англ. Taylor Kwon)                                | детектив                                 |
| Сара Шахі                | Ліза Бобо (англ. Lisa Bobo)                                   | донька Бобо                              |
| Адевале Акінуойє-Агбадже | Роберт Нкомо Морел (англ. Robert Nkomo Morel)                 | роботодавець Кіґана                      |
| Джейсон Момоа            | Кіґан (англ. Keegan)                                          | найманий вбивця, ща намагався вбити Бобо |
| Крістіан Слейтер         | Маркус Баптіст (англ. Marcus Baptiste)                        | адвокат Морел                            |
| Джон Седа                | Луї Бланшар (англ. Louie Blanchard)                           | найманий вбивця                          |
| Голт Маккелені           | Хенк Грілі (англ. Hank Greely)                                | поліцейський                             |
| Браян Ван Голт           | Ронні 'Ковбой Ронні' Граф (англ. Ronnie 'Cowboy Ronnie' Earl) | злочинець                                |
| Вероніка Розаті          | Лола (англ. Lola)                                             | проститутка                              |

## Сприйняття

### Критика
Фільм отримав змішані відгуки: Rotten Tomatoes дав оцінку 48 % на основі 126 відгуків від критиків (середня оцінка 5/10) і 52 % від глядачів із середньою оцінкою 3,4/5 (14,294 голоси), сказавши, що «непримиренно паскудні гострі відчуття щодо „Нестримного“ пробуджують спогади про зіркове горде режисерське минуле Волтера Гілла, але, на жаль, ці спогади, це єдине, що можна запропонувати», Internet Movie Database — 6,3/10 (5 299 голосів), Metacritic — 48/100 (34 відгуки критиків) і 5,5/10 від глядачів (29 голосів).

### Касові збори
Під час показу у США, що стартував 1 лютого 2013 року, протягом першого тижня фільм показали у 2,404 кінотеатрах і він зібрав $4,548,201, що на той час дозволило йому зайняти 6 місце серед усіх прем'єр. Показ протривав 42 дні (6 тижнів) і закінчився 14 березня 2013 року, зібравши у прокаті у США $9,489,829 загалом при бюджеті $55 млн.